# Alotartessella campbelli
Alotartessella campbelli är en insektsart som beskrevs av Evans 1936. Alotartessella campbelli ingår i släktet Alotartessella och familjen dvärgstritar. Inga underarter finns listade i Catalogue of Life.